# Onzichtbare inkt
Onzichtbare inkt is een eeuwenoud middel om steganografie mogelijk te maken.

## Recepten
- Een van de bekendste soorten onzichtbare inkt is citroensap. Bij voorzichtige verwarming boven een kaarsvlam zal het sap eerder verbranden dan het papier en zo de meestal met een kroontjespen geschreven tekst zichtbaar maken.
- Een andere manier voor onzichtbare inkt is melk. Werkt op dezelfde manier als het citroensap.
- Menselijk sperma is ook te gebruiken als onzichtbare inkt. UV-licht maakt de tekst zichtbaar.

## Onzichtbare inkt in de literatuur
- In Umberto Eco's boek De naam van de roos wordt door een monnik uit het scriptorium een geheime boodschap geschreven met onzichtbare inkt.
- In Edgar Allan Poe's boek The Gold-Bug wordt een mysterie opgelost met behulp van onzichtbare inkt.
- In Jeremy Belpois' boek Code Lyoko: Het ondergrondse kasteel wordt een geheime kamer ontdekt aan de hand van onzichtbare inkt.